# Reichstagswahlkreis Regierungsbezirk Marienwerder 3

Die Wahlkreisaufteilung des Deutschen Reichs.

Der Reichstagswahlkreis Provinz Westpreußen – Regierungsbezirk Marienwerder 3 (Wahlkreis 25; Wahlkreis Graudenz-Strasburg) war ein Wahlkreis für die Reichstagswahlen im Deutschen Reich und im Norddeutschen Bund von 1867 bis 1918.

## Wahlkreiszuschnitt
Der Wahlkreis umfasste den Kreis Graudenz und den Kreis Strasburg im Zuschnitt von 1867. Die später erfolgten Umgliederungen von Gemeinden dieser Kreise und von Nachbarkreisen hatten keinen Einfluss auf die Wahlkreisgrenzen.
| Jahr | Einwohner |
| ---- | --------- |
| 1890 | 132.917   |
| 1895 | 142.254   |
| 1900 | 151.480   |
| 1905 | 161.300   |
| 1910 | 169.570   |

|      | Landwirtschaft | Industrie und Gewerbe | Handel und Dienstleistungen |
| ---- | -------------- | --------------------- | --------------------------- |
| 1895 | 61,0           | 17,8                  | 21,2                        |
| 1907 | 58,0           | 20,0                  | 22,0                        |

|      | Evangelisch | Katholisch |
| ---- | ----------- | ---------- |
| 1890 | 44,5        | 52,9       |
| 1905 | 45,7        | 52,0       |
| 1910 | 45,9        | 52,1       |

## Abgeordnete
| Wahl                                 | Abgeordneter         | Partei             | Bild |
| ------------------------------------ | -------------------- | ------------------ | ---- |
| Reichstagswahl Februar 1867 bis 1874 | Julius von Hennig    | NLP                |      |
| Reichstagswahl 1874 bis 1881         | Hugo Bieler          | NLP                | 0    |
| Reichstagswahl 1881 bis 1886         | Ignacy von Lyskowski | Polnische Fraktion | 0    |
| Ersatzwahl 1896 bis 1890             | Arthur Hobrecht      | NLP                |      |
| Reichstagswahl 1890 bis 1898         | Wladyslaw Rozycki    | Polnische Fraktion | 0    |
| Reichstagswahl 1898 bis 1918         | Julius Sieg          | NLP                |      |

## Wahlen

### 1867 (Februar)
Es fand nur ein Wahlgang statt.
| Kandidat          | Partei | Stimmen | in % | Anmerkungen |
| ----------------- | ------ | ------- | ---- | ----------- |
| Julius von Hennig | NLP    | 9909    | 0    | 0           |

### 1867 (August)
Es fand nur ein Wahlgang statt.
| Kandidat          | Partei | Stimmen | in % | Anmerkungen |
| ----------------- | ------ | ------- | ---- | ----------- |
| Julius von Hennig | NLP    | 8384    | 0    | 0           |

### 1871
Es fand nur ein Wahlgang statt.
| Kandidat          | Partei | Stimmen | in % | Anmerkungen |
| ----------------- | ------ | ------- | ---- | ----------- |
| Julius von Hennig | NLP    | 7716    | 0    | 0           |
| 0                 | Polen  | 6939    | 0    | 0           |
| Sonstige          | 0      | 32      | 0    | 0           |

### 1874
Hugo Bieler wurde von einer Koalition aus NLP und Konservativen unterstützt. Es fand nur ein Wahlgang statt.
| Kandidat    | Partei | Stimmen | in % | Anmerkungen |
| ----------- | ------ | ------- | ---- | ----------- |
| Hugo Bieler | NLP    | 8825    | 0    | 0           |
| 0           | Polen  | 8066    | 0    | 0           |
| Sonstige    | 0      | 72      | 0    | 0           |

### 1877
Hugo Bieler wurde von einer Koalition aus NLP und Konservativen unterstützt. Es fand nur ein Wahlgang statt.
| Kandidat    | Partei | Stimmen | in % | Anmerkungen |
| ----------- | ------ | ------- | ---- | ----------- |
| Hugo Bieler | NLP    | 8416    | 0    | 0           |
| 0           | Polen  | 7776    | 0    | 0           |
| Sonstige    | 0      | 72      | 0    | 0           |

### 1878
Hugo Bieler wurde von einer Koalition aus NLP und Konservativen unterstützt. Es fanden zwei Wahlgänge statt. Im ersten Wahlgang ergab sich folgendes Ergebnis:
| Kandidat    | Partei      | Stimmen | in % | Anmerkungen |
| ----------- | ----------- | ------- | ---- | ----------- |
| Hugo Bieler | NLP         | 7954    | 0    | 0           |
| 0           | Polen       | 8081    | 0    | 0           |
| 0           | Konservativ | 218     | 0    | 0           |
| Sonstige    | 0           | 19      | 0    | 0           |

In der Stichwahl ergab sich folgendes Ergebnis:
| Kandidat    | Partei | Stimmen | in % | Anmerkungen |
| ----------- | ------ | ------- | ---- | ----------- |
| Hugo Bieler | NLP    | 9723    | 0    | 0           |
| 0           | Polen  | 9303    | 0    | 0           |

### 1881
1878 trat Bieler zur Konservativen Fraktion im Reichstag über und die Koalition im Wahlkreis endete. Bei der Reichstagswahl 1881 traten daher ein nationalliberaler und ein konservativer Kandidat im Wahlkreis gegeneinander an, was dazu führte, dass stattdessen der Pole Ignacy von Lyskowski den Wahlkreis gewann.
Es fanden zwei Wahlgänge statt. Im ersten Wahlgang ergab sich folgendes Ergebnis:
| Kandidat             | Partei      | Stimmen | in % | Anmerkungen |
| -------------------- | ----------- | ------- | ---- | ----------- |
| 0                    | NLP         | 5051    | 0    | 0           |
| Ignacy von Lyskowski | Polen       | 7405    | 0    | 0           |
| 0                    | Konservativ | 2541    | 0    | 0           |
| Sonstige             | 0           | 9       | 0    | 0           |

In der Stichwahl ergab sich folgendes Ergebnis:
| Kandidat             | Partei | Stimmen | in % | Anmerkungen |
| -------------------- | ------ | ------- | ---- | ----------- |
| 0                    | NLP    | 7748    | 0    | 0           |
| Ignacy von Lyskowski | Polen  | 8859    | 0    | 0           |

### 1884
Es fand nur ein Wahlgang statt. Die Zahl der Wahlberechtigten betrug 21.689 und die Zahl der abgegebenen Stimmen 15.685 von denen 20 ungültig waren. Die Wahlbeteiligung betrug 72,4 %. Es ergab sich folgendes Ergebnis:
| Kandidat             | Partei | Stimmen | in % | Anmerkungen |
| -------------------- | ------ | ------- | ---- | ----------- |
| 0                    | NLP    | 5387    | 0    | 0           |
| 0                    | F      | 2366    | 0    | 0           |
| Ignacy von Lyskowski | Polen  | 7950    | 0    | 0           |
| Sonstige             | 0      | 12      | 0    | 0           |

### Ersatzwahl 1886
Nach Lyskowski erfolgte am 20. Oktober 1886 eine Ersatzwahl. Konservative und NLP überwanden ihre Konflikte und einigten sich erneut auf einen gemeinsamen Kandidaten. Die Zahl der Wahlberechtigten betrug 22.586 und die Zahl der abgegebenen Stimmen 17.822 von denen 49 ungültig waren. Die Wahlbeteiligung betrug 79,1 %. Es ergab sich folgendes Ergebnis:
| Kandidat        | Partei | Stimmen | in % | Anmerkungen |
| --------------- | ------ | ------- | ---- | ----------- |
| Arthur Hobrecht | NLP    | 9335    | 0    | 0           |
| 0               | Polen  | 8486    | 0    | 0           |
| Sonstige        | 0      | 1       | 0    | 0           |

### 1887
Hobrecht wurde erneut von Konservativen und NLP unterstützt. Es erfolgte nur ein Wahlgang. Die Zahl der Wahlberechtigten betrug 23.614 und die Zahl der abgegebenen Stimmen 20.499 von denen 41 ungültig waren. Die Wahlbeteiligung betrug 87,0 %. Es ergab sich folgendes Ergebnis:
| Kandidat        | Partei | Stimmen | in % | Anmerkungen |
| --------------- | ------ | ------- | ---- | ----------- |
| Arthur Hobrecht | NLP    | 11.032  | 0    | 0           |
| 0               | Polen  | 9444    | 0    | 0           |
| Sonstige        | 0      | 23      | 0    | 0           |

### 1890
Hobrecht erhielt erneut die Unterstützung von Konservativen und NLP. Die Deutsch-Freisinnigen, die 1887 noch Hobrecht unterstützt hatten, stellten jedoch bei dieser Wahl einen eigenen Kandidaten auf. In der Stichwahl riefen sie dann zur Wahl Hobrechts auf.
Es fanden zwei Wahlgänge statt. Die Zahl der Wahlberechtigten betrug 24.160 und die Zahl der abgegebenen Stimmen im ersten Wahlgang 20.203 von denen 26 ungültig waren. Die Wahlbeteiligung betrug 83,6 %. Im ersten Wahlgang ergab sich folgendes Ergebnis:
| Kandidat          | Partei  | Stimmen | in % | Anmerkungen |
| ----------------- | ------- | ------- | ---- | ----------- |
| Schnackenburg     | DF      | 3428    | 17,0 | 0           |
| Arthur Hobrecht   | NLP     | 7059    | 35,0 | 0           |
| Wladyslaw Rozycki | Polen   | 9489    | 47,0 | 0           |
| 0                 | SPD     | 161     | 0,8  | 0           |
| 0                 | Zentrum | 36      | 0,2  | 0           |
| Sonstige          | 0       | 4       | 0,0  | 0           |

Die Zahl der abgegebenen Stimmen in der Stichwahl betrug 20.975 von denen 37 ungültig waren. Die Wahlbeteiligung betrug 86,8 %. In der Stichwahl ergab sich folgendes Ergebnis:
| Kandidat          | Partei | Stimmen | in % | Anmerkungen |
| ----------------- | ------ | ------- | ---- | ----------- |
| Arthur Hobrecht   | NLP    | 10.310  | 49,2 | 0           |
| Wladyslaw Rozycki | Polen  | 10.628  | 50,8 | 0           |

### 1893
Die Koalition zwischen NLP und Konservativen zerbrach. Stattdessen einigten sich die Nationalliberalen und der Freisinn auf einen eigenen Kandidaten. Für die Reichstagswahl wurde ein Kandidat der NLP aufgestellt, für die folgende Landtagswahl verpflichtete sich die NLP zur Unterstützung des Kandidatens der FVP.
Es fanden zwei Wahlgänge statt. Die Zahl der Wahlberechtigten betrug 24.680 und die Zahl der abgegebenen Stimmen im ersten Wahlgang 19.742 von denen 20 ungültig waren. Die Wahlbeteiligung betrug 80,0 %. Im ersten Wahlgang ergab sich folgendes Ergebnis:
| Kandidat          | Partei      | Stimmen | in % | Anmerkungen |
| ----------------- | ----------- | ------- | ---- | ----------- |
| Kries             | Konservativ | 5936    | 30,1 | 0           |
| Plehn             | NLP         | 3687    | 18,7 | 0           |
| Wladyslaw Rozycki | Polen       | 9657    | 49,0 | 0           |
| Jochem            | SPD         | 407     | 2,0  | 0           |
| Sonstige          | 0           | 35      | 0,2  | 0           |

Die Zahl der abgegebenen Stimmen in der Stichwahl betrug 20.477 von denen 56 ungültig waren. Die Wahlbeteiligung betrug 83,0 %. In der Stichwahl ergab sich folgendes Ergebnis:
| Kandidat          | Partei      | Stimmen | in % | Anmerkungen |
| ----------------- | ----------- | ------- | ---- | ----------- |
| Kries             | Konservativ | 9865    | 48,3 | 0           |
| Wladyslaw Rozycki | Polen       | 10.556  | 51,7 | 0           |

### 1898
Nach den Erfahrungen der letzten Wahlen einigten sich die Vertreter der Konservativen, der NLP und der Freisinnigen Volkspartei auf einen gemeinsamen Kandidaten.
Es fand nur ein Wahlgang statt. Die Zahl der Wahlberechtigten betrug 27.445 und die Zahl der abgegebenen Stimmen im ersten Wahlgang 24.339 von denen 27 ungültig waren. Die Wahlbeteiligung betrug 88,7 %. Im ersten Wahlgang ergab sich folgendes Ergebnis:
| Kandidat          | Partei  | Stimmen | in % | Anmerkungen |
| ----------------- | ------- | ------- | ---- | ----------- |
| Julius Sieg       | NLP     | 12.181  | 50,1 | 0           |
| Wladyslaw Rozycki | Polen   | 11.774  | 48,4 | 0           |
| Franz Storch      | SPD     | 299     | 1,2  | 0           |
| Lieber            | Zentrum | 50      | 0,2  | 0           |
| Sonstige          | 0       | 8       | 0,1  | 0           |

### 1903
Es fanden zwei Wahlgänge statt. Die Zahl der Wahlberechtigten betrug 29.692 und die Zahl der abgegebenen Stimmen im ersten Wahlgang 26.342 von denen 78 ungültig waren. Die Wahlbeteiligung betrug 88,7 %. Im ersten Wahlgang ergab sich folgendes Ergebnis:
| Kandidat    | Partei  | Stimmen | in % | Anmerkungen |
| ----------- | ------- | ------- | ---- | ----------- |
| Julius Sieg | NLP     | 12.223  | 46,5 | 0           |
| Kulerski    | Polen   | 12.503  | 47,6 | 0           |
| Bartel      | SPD     | 1401    | 5,3  | 0           |
| Spahn       | Zentrum | 121     | 0,5  | 0           |
| Sonstige    | 0       | 16      | 0,1  | 0           |

In der Stichwahl rief die SPD zur Wahl des polnischen Kandidaten auf. Die Zahl der abgegebenen Stimmen in der Stichwahl betrug 26.897 von denen 86 ungültig waren. Die Wahlbeteiligung betrug 90,6 %. In der Stichwahl ergab sich folgendes Ergebnis:
| Kandidat    | Partei | Stimmen | in % | Anmerkungen |
| ----------- | ------ | ------- | ---- | ----------- |
| Julius Sieg | NLP    | 13.604  | 50,7 | 0           |
| Kulerski    | Polen  | 13.207  | 49,3 | 0           |

### 1907
Es fanden zwei Wahlgänge statt. Die Zahl der Wahlberechtigten betrug 30.348 und die Zahl der abgegebenen Stimmen im ersten Wahlgang 28.129 von denen 57 ungültig waren. Die Wahlbeteiligung betrug 92,7 %. Im ersten Wahlgang ergab sich folgendes Ergebnis:
| Kandidat    | Partei  | Stimmen | in % | Anmerkungen |
| ----------- | ------- | ------- | ---- | ----------- |
| Julius Sieg | NLP     | 13.966  | 49,8 | 0           |
| Laszewski   | Polen   | 12.612  | 44,9 | 0           |
| Trilse      | SPD     | 1424    | 5,1  | 0           |
| Spahn       | Zentrum | 61      | 0,2  | 0           |
| Sonstige    | 0       | 9       | 0,0  | 0           |

Die Zahl der abgegebenen Stimmen in der Stichwahl betrug 28.461 von denen 55 ungültig waren. Die Wahlbeteiligung betrug 93,8 %. In der Stichwahl ergab sich folgendes Ergebnis:
| Kandidat    | Partei | Stimmen | in % | Anmerkungen |
| ----------- | ------ | ------- | ---- | ----------- |
| Julius Sieg | NLP    | 14.857  | 52,3 | 0           |
| Laszewski   | Polen  | 13.549  | 47,7 | 0           |

### 1912
Es fanden zwei Wahlgänge statt. Die Zahl der Wahlberechtigten betrug 32.071 und die Zahl der abgegebenen Stimmen im ersten Wahlgang 27.922 von denen 59 ungültig waren. Die Wahlbeteiligung betrug 87,1 %. Im ersten Wahlgang ergab sich folgendes Ergebnis:
| Kandidat      | Partei                | Stimmen | in % | Anmerkungen |
| ------------- | --------------------- | ------- | ---- | ----------- |
| Julius Sieg   | NLP                   | 13.441  | 48,2 | 0           |
| Donimirski    | Polen                 | 12.117  | 43,5 | 0           |
| Wieczorkowski | SPD                   | 1437    | 5,2  | 0           |
| Spahn         | Zentrum               | 145     | 0,5  | 0           |
| Schmidt       | Unabhängiger Bewerber | 712     | 2,6  | 0           |
| Sonstige      | 0                     | 11      | 0,0  | 0           |

In der Stichwahl unterstützte die SPD den nationalliberalen Kandidaten. Die Zahl der abgegebenen Stimmen in der Stichwahl betrug 28.617 von denen 100 ungültig waren. Die Wahlbeteiligung betrug 89,2 %. In der Stichwahl ergab sich folgendes Ergebnis:
| Kandidat    | Partei | Stimmen | in % | Anmerkungen |
| ----------- | ------ | ------- | ---- | ----------- |
| Julius Sieg | NLP    | 15.433  | 54,1 | 0           |
| Donimirski  | Polen  | 13.084  | 44,9 | 0           |